# Thysanolaena latifolia
Thysanolaena latifolia är en gräsart som först beskrevs av William Roxburgh och Jens Wilken Hornemann, och fick sitt nu gällande namn av Masaji Masazi Honda. Thysanolaena latifolia ingår i släktet Thysanolaena och familjen gräs. Inga underarter finns listade i Catalogue of Life.

## Bildgalleri

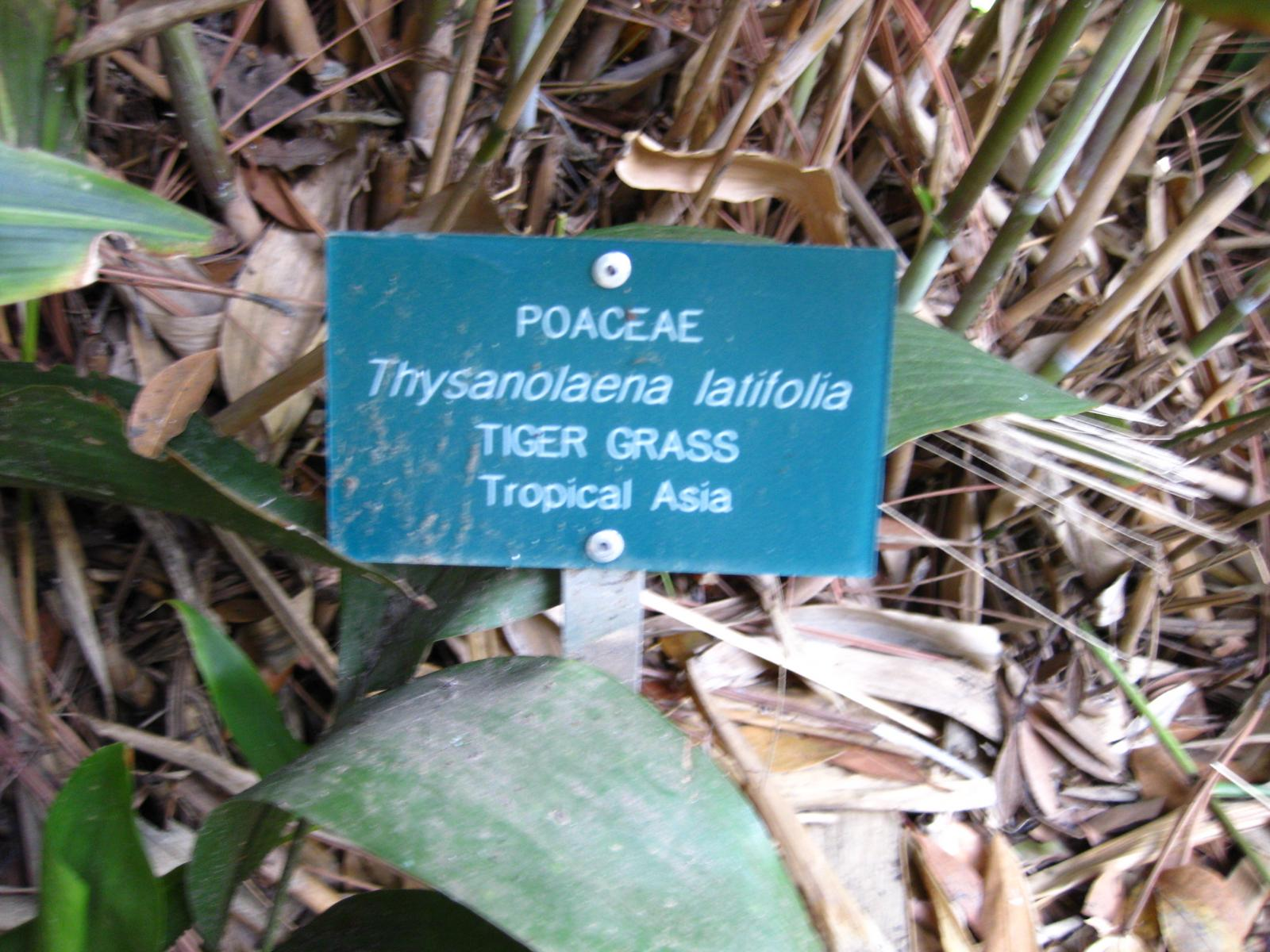